# Przechlewo (gromada)
Przechlewo – dawna gromada, czyli najmniejsza jednostka podziału terytorialnego Polskiej Rzeczypospolitej Ludowej w latach 1954–1972.
Gromady, z gromadzkimi radami narodowymi (GRN) jako organami władzy najniższego stopnia na wsi, funkcjonowały od reformy reorganizującej administrację wiejską przeprowadzonej jesienią 1954 do momentu ich zniesienia z dniem 1 stycznia 1973, tym samym wypierając organizację gminną w latach 1954–1972.
Gromadę Przechlewo z siedzibą GRN w Przechlewie utworzono – jako jedną z 8759 gromad na obszarze Polski – w powiecie człuchowskim w woj. koszalińskim na mocy uchwały nr 43/54 WRN w Koszalinie z dnia 5 października 1954. W skład jednostki weszły obszary dotychczasowych gromad Przechlewo, Lisewo, Pakotulsko, Rudniki i Łubianka ze zniesionej gminy Przechlewo w tymże powiecie. Dla gromady ustalono 22 członków gromadzkiej rady narodowej.
31 grudnia 1959 do gromady Przechlewo włączono wsie Przechlewko, Nowa Brda i Żołna ze zniesionej gromady Nowa Wieś w tymże powiecie.
31 grudnia 1971 do gromady Przechlewo włączono obszar zniesionej gromady Sąpolno oraz wieś Pawłówko z gromady Chrząstowo w tymże powiecie.
Gromada przetrwała do końca 1972 roku, czyli do kolejnej reformy gminnej. 1 stycznia 1973 w powiecie człuchowskim reaktywowano gminę Przechlewo.